# تسوسسوو
تسوسسوو (به آلمانی: Züssow) یک شهر در آلمان است که در فرپومرن-گرایفسوالد واقع شده‌است. تسوسسوو ۱٬۳۱۸ نفر جمعیت دارد.